# .ovh
.ovh est un domaine de premier niveau générique (en anglais generic top-level domain ou gTLD). Il s'agit d'une extension proposée par la société OVHcloud dont elle est l'unique bureau d'enregistrement.

## Statistiques d'usage
En avril 2025, environ 77 000 domaines utilisent l'extension .ovh.